# Mirosław Filipowicz
Mirosław Dariusz Filipowicz (ur. 13 czerwca 1963 w Tarnowskich Górach) – polski historyk i nauczyciel.

## Życiorys
Absolwent Katolickiego Uniwersytetu Lubelskiego (1987). W czasie studiów wchodził w skład zespołu redagującego „Materiały Dyskusyjne”, czasopismo wydawane przez Koło Historyków Studentów KUL. Po uzyskaniu dyplomu pracował w szkole podstawowej w Masiach oraz w jednej ze szkół podstawowych w Mońkach, a także uczestniczył w reaktywacji „Solidarności” i tworzeniu Komitetu Obywatelskiego w Mońkach.
Pracownik KUL od 1990 roku. Doktorat i habilitacja tamże. W latach 2008–2010 dyrektor Instytutu Historii KUL. Od 2009 profesor nadzwyczajny w Instytucie Historii KUL, kierownik Katedry Historii Historiografii i Metodologii Historii Instytutu Historii KUL. W latach 2013–2018 był dyrektorem Instytutu Europy Środkowo-Wschodniej.
W listopadzie 2016 został powołany przez Ministra Spraw Zagranicznych na Pełnomocnika Ministra Spraw Zagranicznych do Spraw Polsko-Rosyjskiej Grupy do Spraw Trudnych i polskiego Współprzewodniczącego Grupy. Inauguracja prac polskiej części Grupy w odnowionym składzie miała miejsce 9 marca 2017 roku.
W listopadzie 2024 został dyrektorem Instytutu Europy Środkowej.
Zajmuje się historią historiografii XIX i XX wieku. Bada dzieje dwudziestowiecznej historiografii amerykańskiej, życie intelektualne dwudziestowiecznej emigracji rosyjskiej. W swoich pracach zajmował się takimi historykami jak: Szymon Askenazy i jego uczniowie, Mieczysław Żywczyński, Michael Cherniavsky, Edward Likowski, Henryk Paszkiewicz, Wacław Lipiński.
Członek Polskiego Towarzystwa Historycznego, Towarzystwa Instytutu Europy Środkowo-Wschodniej, Komisji Polsko-Rosyjskiej Polskiej Akademii Nauk, zasiada w radzie Instytutu Europy Środkowo-Wschodniej w Lublinie.

## Publikacje

### Książki
- (redakcja) Historycy wobec problemów tożsamości narodowej i europejskiej – między nacjonalizmem a uniwersalizmem XVIII–XX wiek, Lublin: Instytut Europy Środkowo-Wschodniej 1992, ISBN 83-85854-00-2
- (redakcja) Między Wschodem i Zachodem, Lublin: Instytut Europy Środkowo-Wschodniej 1994, ISBN 83-85854-11-8
- (redakcja) Churches – States – Nations in the Enlightenment and in the Nineteenth Century, Lublin: Instytut Europy Środkowo-Wschodniej 2000, ISBN 83-85854-48-7.
- Wobec Rosji. Studia z dziejów historiografii polskiej od końca XIX wieku po II wojnę światową, Lublin: Instytut Europy Środkowo-Wschodniej 2000, ISBN 83-85854-47-9
- Emigranci i jankesi. O amerykańskich historykach Rosji, Lublin: Wydawnictwo KUL 2007.
- (redakcja) Marian Kukiel, Czartoryski a jedność Europy. 1770–1861, Lublin: Instytut Europy Środkowo-Wschodniej 2008, ISBN 978-83-60695-13-5

### Artykuły
- Gente Polonus Natione Ruthenus: Wiaczesław Łypynśkij [Wacław Lipiński] 1882–1931, „Tygodnik Powszechny” 46 (1992) nr 34, s. 8.
- Spuścizna historyczno-politologiczna Wiaczesława Łypynśkiego a współczesna Ukraina. Międzynarodowa konferencja naukowa: Kijów-Łuck-Krzemieniec (2–6 czerwca 1992 r.), „Przegląd Wschodni” 2 (1992/93)[druk 1993], z. 1, s. 241–242.
- Edward Likowski jako historyk Kościoła unickiego, „Roczniki Humanistyczne” t. 41 (1993), z. 7, s. 59–63.
- Identyfikacja narodowa na Ukrainie: wybór ojczyzny. Przypadek „Przeglądu Krajowego” i Wacława Lipińskiego [w:] Pamiętnik XV Powszechnego Zjazdu Historyków Polskich, t. 1 cz. 1, red. red. Jacek Staszewski, Gdańsk-Warszawa 1995.
- Mongołowie a Rosja. Z dziejów sporu historiograficznego, [w:] Christianitas et cultura Europae. Księga Jubileuszowa Profesora Jerzego Kłoczowskiego, Lublin 1998, ISBN 83-85854-27-4, t. 1, s. 618–624.
- Profesor Aleksander Gieysztor (1916–1999), „Zeszyty Naukowe Katolickiego Uniwersytetu Lubelskiego" 43 (2000), nr 1/2, s. 144–148.
- Henryk Paszkiewicz. O polskim wkładzie do teorii normańskiej i badań nad genezą państwa moskiewskiego, „Roczniki Humanistyczne”, 48 (2000), z. 2, s. 123–131.
- Henryk Paszkiewicz [w:] Leksykon kultury polskiej poza krajem od roku 1939, t. 1, red. K. Dybciak i Z. Kudelski, Lublin 2000, s. 316–317.
- Jan Kucharzewski [w:] Leksykon kultury polskiej poza krajem od roku 1939, t. 1, red. K. Dybciak i Z. Kudelski, Lublin 2000, s. 207–210.
- Stanisław Kościałkowski [w:] Leksykon kultury polskiej poza krajem od roku 1939, t. 1, red. K. Dybciak i Z. Kudelski, Lublin 2000, s. 194–195.
- Loret Maciej Sydon [w:] Leksykon kultury polskiej poza krajem od roku 1939, t. 1, red. K. Dybciak i Z. Kudelski, Lublin 2000, s. 224–226.
- Pionierzy. O początkach amerykańskiego zainteresowania Rosją, „Arcana” (2005), nr 64/65 (4/5), s. 215–232.
- Jeszcze o dacie urodzin Szymona Askenazego [1865–1935], „Kwartalnik Historyczny” 113 (2006), nr 1, s. 203.
- Mieczysław Żywczyński – dylemat kapłana i historyka PRL, [w:] Klio Polska. Studia i Materiały z Dziejów Historiografii Polskiej, t. 2, red. nauk. Andrzej Wierzbicki, Warszawa: Wydawnictwo Neriton – Instytut Historii PAN 2006, s. 45–65.
- Michael Cherniavsky i jego Iwan Groźny, „Rocznik Instytutu Europy Środkowo-Wschodniej w Lublinie” 4 (2007), s. 95–96.
- Czy historyk może pisać o świętych? [w:] Na drodze do świętości. Rafał Kalinowski – powstaniec 1863 i karmelita bosy, red. Eugeniusz Niebelski, Stanisław Wilk, Lublin: Wydawnictwo KUL 2008, s. 177–183
- Amerykanin odkrywa Syberię i Sybir. Zapomniany George Kennan [w:] Zesłańcy postyczniowi w Imperium Rosyjskim. Studia dedykowane profesor Wiktorii Śliwowskiej, red. Eugeniusz Niebelski, Lublin-Warszawa: Wydawnictwo KUL – IH PAN 2008, s. 295–300.
- Myśl prawosławna na emigracji: Gieorgij Fłorowski [w:] Narrata de fontibus hausta. Studia nad problematyką kościelną, polityczną i archiwistyczną ofiarowane Janowi Skarbkowi w siedemdziesiątą rocznicę urodzin, red. Anna Barańska, Witold Matwiejczyk, Lublin: TN KUL 2010, s. 655–665.
- Spory o Piusa XII w historiografii, [w:] Pius XII. Papież w epoce totalitaryzmów. Historiografia i polityka, red. Marek Kornat, Kraków 2010.
- Richard Pipes jako historyk Rosji i rewolucji rosyjskiej, „Rocznik Instytutu Europy Środkowo-Wschodniej w Lublinie” 8 (2010), z. 2, s. 23–31.
- Piotr Wandycz jako historyk dziewiętnastego wieku [w:] Piotr Wandycz. Historyk, emigrant, intelektualista. Zbiór rozpraw, red. Marek Kornat, Sławomir M. Nowinowski, Rafał Stobiecki, Bydgoszcz: Oficyna Wydawnicza Epigram 2014, s. 77–90.